# Gábor Császár
Gábor Császár (16 de junio de 1984, Kenyeri, Celldömölk, Vas) es un jugador profesional de balonmano que se desenvuelve en la posición de central, aunque también lo puede hacer en el lateral izquierdo, y juega en el equipo suizo del GC Amicitia Zürich.
Desde que debutara en 2004 con selección de balonmano de Hungría frente a la selección de Arabia Saudita, ha participado en todos los grandes campeonatos con Hungría, habiendo sido seleccionado en cinco Mundiales (2007, 2009, 2011, 2013 y 2017), seis Europeos (2004, 2006, 2008, 2010, 2012 y 2014) y en dos Juegos Olímpicos (2004 y 2012). Actualmente es el séptimo jugador con más partidos jugados de la selección absouta y el cuarto con más goles anotados.
Destaca por ser un central rápido y hábil con el balón, capaz de realizar buenas asistencias y de hacer grandes goles gracias a sus penetraciones; fruto de ello, ha recibido algunas distinciones a lo largo de su carrera. También es frecuente que sea el encargado de los lanzamientos de 7 metros, al considerarse un especialista en este aspecto del juego. Fue elegido como jugador del año en Hungría en el año 2012, recibiendo ese mismo año la Cruz de Oro a la Orden de Mérito de la República de Hungría. Además, ha sido elegido en los años 2016 y 2017 como MVP de la  Nationalliga A y es un habitual entre las clasificaciones de máximos goleadores al finalizar las temporadas.

## Biografía

### Club

#### Inicios
Nació el 16 de junio de 1984 en Kenyeri, condado de Vas, a la parte oeste de Hungría. A los 9 años se mudó a Celldömölk, que pertenece al mismo condado y a los 14 se trasladó a Dunaújváros, de donde pertenecía el Dunaferr SE. Conoció el balonmano gracias a un profesor de educación física, que le introdujo en este deporte por primera vez y que probó en Dunaújváros hasta llegar el Dunaferr y debutar profesionalmente.
Con 17 años, Gábor participó por primera vez en el equipo profesional Dunaferr SE en el año 2001. Durante las 2 primeras temporadas, estuvo alternando partidos con el primer equipo tanto como en el filial, Dunaferr SE II; para asentarse en el primer equipo en la temporada 2003-2004. En sus años en Hungría, el Dunaferr era el tercero en discordia por detrás de los potentes Veszprém KC y el SC Pick Szeged, que se repartían los títulos. Muestra de ello, es que, en los años que el húngaro estuvo en su país, siempre quedaron terceros en la Liga húngara. 
En sus primeros años profesionales tuvo pronto su primera experiencia en competiciones europeas al disputar la Copa EHF, logrando llegar a octavos de final en su último año, al perder en esa ronda contra el CAI Balonmano Aragón. En el partido de vuelta, Gábor anotó 13 goles que permitieron la remontada de su equipo en la eliminatoria pero finalmente cayeron en el global de la misma.
Durante su último año, fue el máximo goleador de su equipo y momentáneamente de la Liga, mérito individual que finalmente no lograría.

#### Primera experiencia extranjera (2007-2008)
Su primera experiencia en el extranjero fue en la Liga Danesa con el Viborg HK, cuando firmó un contrato de tres años. Con el conjunto danés, jugó por primera vez en la Liga de Campeones de la EHF, debutando frente al HSV Hamburg en una derrota donde anotó 3 goles. Previamente, tuvieron que disputar una ronda clasificatoria ante el Besiktas Jimnastik Kulübü, ganándoles tanto en el partido de ida como en el de vuelta. Más tarde en esa competición, serían eliminados en la fase de grupos tras los 6 partidos disputados.

#### Cesión en España (2008)
Llegó a la Liga ASOBAL en calidad de cedido al Teka Cantabria en abril de 2008, con la esperanza de ayudar a los cántabros a lograr la salvación de la categoría. En su debut con el club español, lograron la victoria frente al Balonmano Granollers por 27-23 manteniendo las opciones de conseguir la permanencia en la máxima categoría. En la siguiente jornada jugando contra otro rival directo, el Algeciras Balonmano, volvieron a lograr la victoria con 7 goles de Gábor, dependiendo el Teka Cantabria de sí mismos para lograr la salvación. En la última jornada vencieron al Club Balonmano Ademar León en el Palacio de los Deportes de León con un gol en el último segundo de Bo Spellerberg, logrando salir del descenso y asegurarse la participación en la máxima categoría del balonmano español.
Al finalizar la temporada, Gábor retornó al Viborg de cara a la temporada 2008-2009 y el Balonmano Cantabria a pesar de conseguir el objetivo de la salvación, perdió la plaza de la Liga ASOBAL al no entregar los avales exigidos por la Federación Española y al cerrarse el plazo de inscripciones no volvió a competir y desapareció como club.

#### Segunda etapa en el Viborg (2008-2009)
Durante su segundo año en Dinamarca fue tentado en la segunda mitad de la temporada por el CAI Balonmano Aragón, tras no haber conseguido los aragoneses el fichaje de Heino Holm Knudsen para sustituir a Hussein Zaky de cara a las semifinales de la Copa EHF. El fichaje del húngaro por el equipo español no se llevó a cabo tras bloquear el traspaso el Viborg, ya que su club tenía que disputar la fase final de la Liga y quería contar con el central.

#### Fichaje por una de las mejores ligas del Mundo (2009-2010)

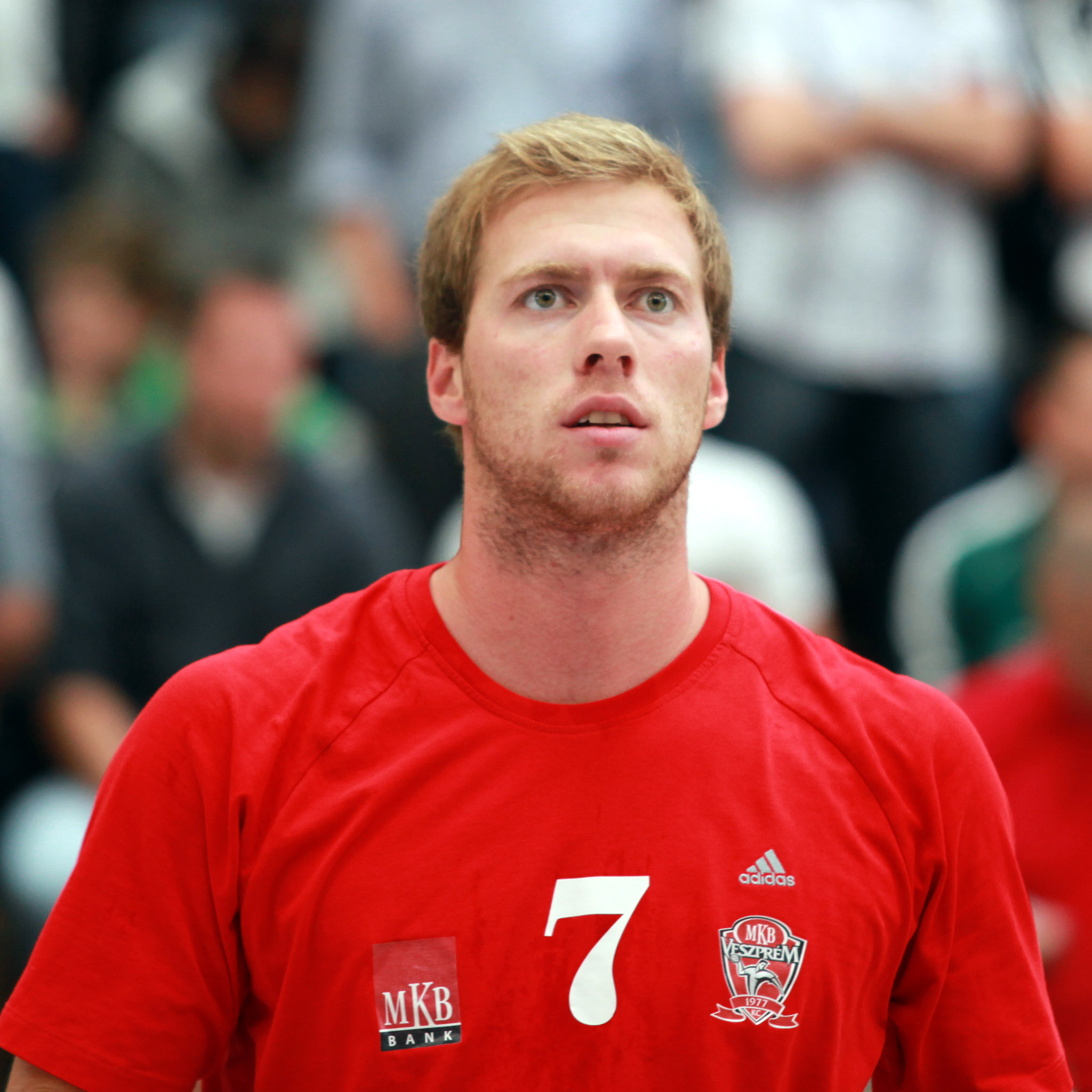
Gábor Császár en un calentamiento previo con el Veszprém KC en el año 2010.

Tras dos días de prueba con Chambéry Savoie Handball, cerró su fichaje por el conjunto francés en el verano de 2009 para sustituir a Daniel Narcisse, que puso rumbo hacia la Liga de Alemania.
Comenzó la temporada participando y teniendo un papel protagonista, pero una fractura en su mano derecha el 19 de noviembre en un partido de Champions League frente al KS Vive Kielce, lo apartó de jugar hasta después del parón de selecciones por el Europeo. Una vez recuperado de su lesión, ayudó a su equipo a clasificar segundo en la Liga por detrás del Montpellier HB y llegar a las semifinales de la Copa de la Liga y Copa de Francia. Acabó el año como uno de los máximos goleadores del equipo a pesar de las lesiones, con 87 goles en 21 partidos.

#### Vuelta a su país (2010-2013)
En abril de 2010 se anunció su fichaje por el Veszprém KC, firmando un contrato de 3 años, volviendo de esta forma a su país natal. En su primer año en Hungría después de su periplo en el extranjero, ganaron la Liga de forma cómoda, al no ceder ni un solo punto en los 22 encuentros, logrando acabar invictos, cosa que ya habían logrado el año anterior. Durante los años en el Veszprém, dominaron tanto la Liga como la Copa ganando estos dos torneos de forma consecutiva durante los 3 años que permaneció en la ciudad del centro de Hungría. No obstante, en Liga de Campeones no lograron alcanzar nunca la Final Four, siendo los cuartos de final de 2013 su límite en la competición, resultando perdedores a doble partido frente al THW Kiel. En noviembre de 2012 recibió la Cruz de Oro a la Orden de Mérito de la República de Hungría junto a sus compañeros de selección: László Nagy, Nándor Fazekas, Péter Gulyás y Gergő Iváncsik; por sus años de servicio en la selección nacional y por su participación en los Juegos Olímpicos de 2012.
A principios de año 2013, se hizo oficial su incorporación al Paris Saint-Germain al acabar la temporada. De esa forma, se volvería a reencontrar con el que fuera su entrenador en el Chambéry, Philippe Gardent y se uniría al proyecto que estaba formando el PSG a base de fichajes de estrellas.
En una entrevista ya concedida como jugador del Paris Saint-Germain, afirmó que se marchó porque "echaba de menos jugar en el extranjero" y que "era el momento para marcharse".

#### Unión al proyecto de París (2013-2015)

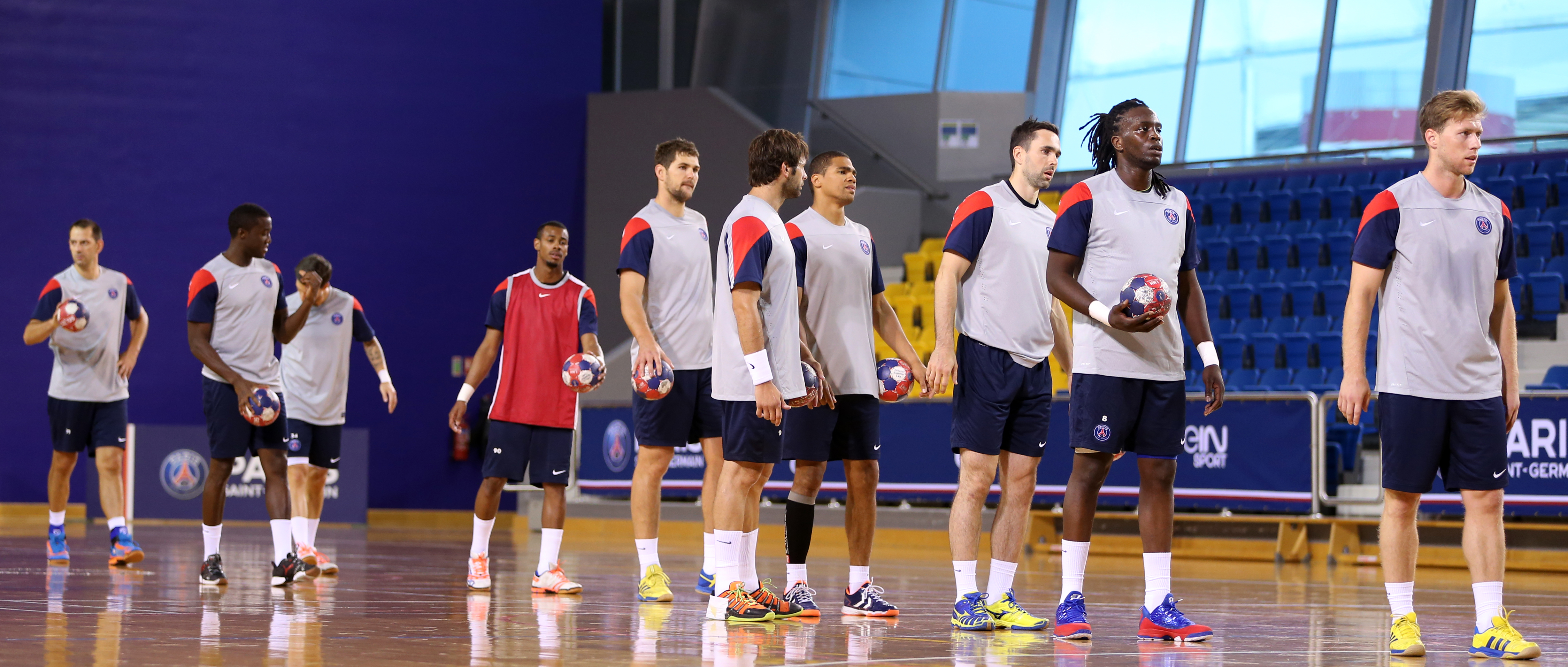
Császár (dcha.) junto a Luc Abalo, Daniel Narcisse o Jakov Gojun, entre otros, durante un entrenamiento de pretemporada del PSG en 2013.

Su primer año en Francia tuvo que lidiar en el puesto de central con Daniel Narcisse, quien había sido Mejor Jugador del Mundo en el 2012 y que también debutaría en París esa misma temporada. Su papel en pista se redujo notablemente con el que tenía respecto en el Veszprém, su número de goles bajó sustancialmente, a cambio, optaba a todos los títulos naciones y continentales. A pesar de partir como favoritos para todas las competiciones en un principio, perdieron en las semifinales del Trofeo de Campeones ante su exequipo el Chambéry Savoie Handball. necesitando de una prórroga para la resolución del partido. Los problemas del inicio se trasladaron a lo largo del año, cediendo en la Liga francesa ante el sorpresivo Dunkerque Handball que logró la primera liga de su historia. En la Champions League corrierron la misma suerte. Se clasificaron para los octavos de final, eliminando al RK Gorenje Velenje esloveno participando Gábor solo en el encuentro de ida y ya en cuartos de final serían eliminados por otro exequipo de Császár, el Veszprém KC jugando ambos partidos pero sin lograr anotar en ninguno de ambos. El único triunfo colectivo, llegaría en la Copa de Francia al vencer por 27-31 en la final al Chambéry. Durante la temporada, el presidente del Chambéry afirmó que quisieron de vuelta Császár en calidad de cedidad, pero al final no se concretó el movimiento.
Comenzó su segunda temporada en la capital francesa de la mejor manera posible. El Paris Saint-Germain se alzó con el Trofeo de Campeones ante el Dunkerque HB Grand Littoral con 7 goles de Csaszar, que fue el máximo goleador de la final y por lo tanto recompensado con el trofeo que lo distinguía como tal. A pesar de su gran inicio, sus minutos se verían reducidos por la llegada de otro de los mejores jugadores del mundo en su posición, Nikola Karabatić. La temporada lucía mejor que el año pasado, los nuevos fichajes se adaptaron bien, pero redujeron el espacio de minutos de Gábor. Finalmente, y sin haber acabado la temporada, la falta de minutos en el equipo parisino propició su marcha del Paris Saint-Germain, que tenía una duración inicial de 2 años.

#### Llegada a Suiza (2015-presente)

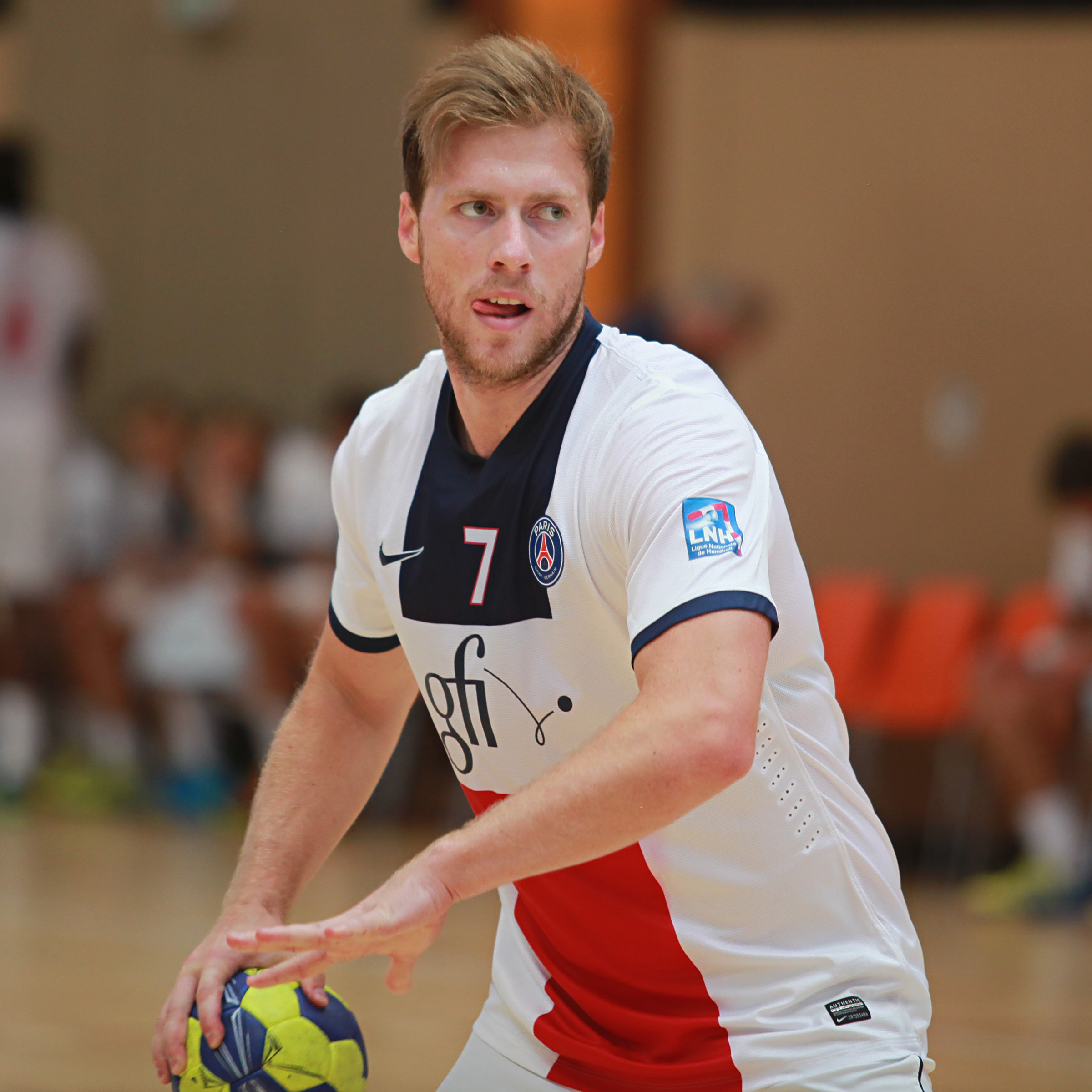
Gábor ejecutando un lanzamiento con el Paris Saint-Germain.

Duranta la mitad de la temporada 2014-2015, en febrero de 2015 se anunció su fichaje por dos años y medio por el Kadetten Schaffhausen suizo. El fichaje no sólo se produjo por la falta de continuidad de Gábor en el Paris Saint-Germain, sino también por las continuas lesiones del jugador esloveno del Kadetten Scahffhausen, Peter Kukucka. Császár firmó un buen último tramo de campaña, ganando su nuevo equipo por 3-0 la final de la Nationalliga A al Wacker Thun.
En su segunda temporada en Suiza, logró todos los títulos a nivel nacional que disputaron. Comenzaron la temporada venciendo al Pfadi Winterthur en la Supercopa de Suiza, ganarían el torneo del KO meses más tarde ante el TSV St. Otmar St. Gallen y finalmente se llevaron el playoff final de la Liga de Suiza por un global de 3-2 contra el Wacker Thum. Sus buenas actuaciones durante la temporada regular le llevaron a ganar el premio al Mejor Jugador de la temporada 2015-16 de la Liga Suiza, siendo además el segundo máximo goleador. En la Liga de Campeones, se quedaron fuera de los playoffs, a pesar de ganar 5 de los 10 partidos de su grupo, quedando terceros siendo las dos primeras plazas las que otorgaban la clasificación. Durante ese año y por primera vez en su carrera, encadenó dos partidos de más de 10 goles en la Champions, anotando 14 y 11 goles en las jornadas 4 y 5 respectivamente.
Para la temporada 2016-2017 repitieron de nuevo su triunfo en la Supercopa de Suiza, con 5 goles de Császár en la victoria por 30-23. En la jornada 8 de la Liga de Campeones 2016-2017 fue incluido en el Siete Ideal, gracias a su buena actuación frente al Wisla Plock incluyendo la victoria más 8 goles anotados. Esta victoria sobre el equipo polaco supuso la primera del Kadetten en Champions, que no lograban la victoria en esta competición europea desde diciembre de 2015. Hasta el parón que se produjo por el Campeonato del Mundo de 2017, estaba el quinto máximo goleador europeo, con 49 goles en 8 partidos. Császár volvió a completar una temporada para enmarcar tras vencer de nuevo en el torneo doméstico, y volviendo a ser elegido como mejor jugador de la Liga, sumando este año su condición de máximo goleador de la Liga.

### Selección (2004-presente)
Debutó internacionalmente con la selección absoluta el 17 de enero de 2004 frente a la selección de Arabia Saudita, en un partido que ganaron los húngaros por 29-24. Anteriormente, ya había participado en torneos con la selección junior y sub-18, participando en el 15.º puesto de Hungría en el Campeonato del Mundo Junior 2003 y en el 8.º puesto del Campeonato de Europa Sub-18 celebrado en Polonia. Al poco de debutar, fue convocado para su primer gran torneo por el seleccionador László Skalicky para el Europeo de 2004.
Luego del Mundial de Alemania, estuvo en duda su participación en el Europeo de Austria por una fractura que arrastraba semanas atrás en su mano derecha. Aunque finalmente fue convocado y pudo jugar, su selección no pasó la primera fase y quedaron en 14.º lugar.
En el Campeonato de Europa de 2012, inició el torneo siendo el mejor de los húngaros en los primeros partidos, sobre todo frente a la selección de Rusia en un empate a 31, donde Gábor anotó 8 goles (2 de ellos de 7 metros), que le sirvieron para ser elegido como Mejor Jugador de la Jornada 2 del Europeo. En el siguiente partido, volvieron a empatar ante España a 24 goles, siendo Gábor de nuevo el máximo goleador del partido, incluido el último gol desde los 7 metros con el tiempo ya acabado, que permitió a los húngaros lograr las tablas. En el siguiente partido ganaron a la todopoderosa selección francesa, clasificándose como segundos de grupo. Ya en la siguiente fase, perdieron contra Eslovenia e selección de balonmano de Islandia, empatando el último partido contra Croacia con 14 goles de Császár, siendo el récord de esa edición. Con los resultados de la segunda fase, Hungría no logró el pase a semifinales.
Participó en sus segundos Juegos Olímpicos al clasificarse Hungría como segunda de grupo en el preolímpico celebrado en Suecia, otorgándoles una plaza en los Juegos Olímpicos de Londres 2012. En el torneo preolímpico, Gábor fue el máximo goleador de Hungría con 12 tantos en los 2 primeros partidos, quedándose sin jugar el último e intrascendente partido frente a Suecia. Una vez en el torneo, Hungría se clasificó como última del grupo B, al ganar 2 partidos y perdiendo 3, teniéndose que enfrentar a Islandia en cuartos. Después de necesitar dos prórrogas para resolver el partido, los magyares ganaron 33-34, clasificándose para semifinales. En semifinales, Hungría se topó con Suecia en un partido marcado por la igualdad. Cuando corría el minuto 18 de la segunda parte y con un marcador de 21-23 para los suecos, Gábor, que estaba siendo el mejor de Hungría con 8 goles, se lesionó el tobillo izquierdo al doblárselo cuando realizó un salto en un lanzamiento. Finalmente, Gábor no pudo volver al encuentro y su selección perdió el partido. La lesión le impidió también participar en el partido por la medalla de bronce ante Croacia, perdiendo los húngaros, y quedando cuartos en unos Juegos Olímpicos por quinta vez en su historia.
Después de haber acudido a todos los torneos en los que la selección estaba clasificada para la fase final, se quedó fuera por primera vez de la lista de convocados para el Campeonato de Europa de 2016 al no estar en los planes del entonces seleccionador Talant Dujshebaev. En ese torneo, Hungría quedaría la duodécima clasificada y Talant admitió después que "cometió errores a la hora de dirigir la selección", siendo cesado del cargo por mutuo acuerdo en febrero de 2016.
Su vuelta a un gran torneo se produjo de la mano del nuevo seleccionador Xavier Sabaté Caviedes en el Campeonato del Mundo de 2017 que se celebró en Francia. Después de una fase de grupos un tanto irregular, se enfrentaron en octavos de final a la campeona olímpica Dinamarca. En un encuentro que estuvo liderado en todo momento por los húngaros, consiguieron la victoria de manera sorpresiva, eliminando a una de las favoritas al título. En ese partido, Császar marcó marcó los 2 últimos goles de Hungría, que le darían la victoria final a su equipo. Ya en cuartos se enfrentarían a Noruega otra de las sorpresas del torneo. En la eliminatoria, Hungría se fue perdiendo al descanso por una notable diferencia de 7 goles, que no pudieron ser remontados en la segunda parte y por lo tanto, quedando eliminada del torneo, siendo en vano los 11 goles anotador por Gábor Császár que fue el mejor jugador húngaro del partido, sobre todo en la segunda mitad.

### Vida personal
Tiene capacidad para hablar 3 idiomas fluidos: húngaro (nativo), inglés y francés. Se casó en julio de 2013 en una ceremonia que se llevó a cabo en Veszprém con Szabó Borbála, con quien se comprometió en diciembre de 2012 en Viena. La pareja tiene un niño, que tuvieron una vez ya estaban casados.

## Equipos
- Dunaferr SE (2001-2007)
- Viborg HK (2007-2009)
  -  CB Cantabria (Cesión) (2008)
- Chambéry Savoie HB (2009-2010)
- Veszprém KC (2010-2013)
- Paris Saint-Germain (2013-2015)
- Kadetten Schaffhausen (2015-2021)
- GC Amicitia Zürich (2021- )

## Estadísticas

### Club
|  | Líder del Torneo      |
|  | Elegido Mejor Jugador |

| Club                  | Temporada           | Liga  | Liga  | Liga  | Europa | Europa | Europa | Total | Total | Total |
| Club                  | Temporada           | Part. | Goles | Media | Part.  | Goles  | Media  | Part. | Goles | Media |
| --------------------- | ------------------- | ----- | ----- | ----- | ------ | ------ | ------ | ----- | ----- | ----- |
| Chambéry Savoie       | 2009-10             | 21    | 87    | 4,14  | 10     | 33     | 3,33   | 31    | 120   | 3,87  |
| Total Chambéry        | Total Chambéry      | 21    | 87    | 4,14  | 10     | 33     | 3,33   | 31    | 120   | 3,87  |
| Veszprém KC           | 2010-11             | ¿?    | 97    | ¿?    | 12     | 33     | 2,75   | ¿?    | 130   | ¿?    |
| Veszprém KC           | 2011-12             | ¿?    | 109   | ¿?    | 12     | 55     | 4,59   | ¿?    | 164   | ¿?    |
| Veszprém KC           | 2012-13             | ¿?    | 83    | ¿?    | 14     | 55     | 3,93   | ¿?    | 138   | ¿?    |
| Total Veszprém        | Total Veszprém      | 73    | 289   | 3,96  | 38     | 143    | 3,76   | 111   | 432   | 3,89  |
| Paris Saint-Germain   | 2013-14             | 16    | 25    | 1,56  | 10     | 4      | 0,40   | 26    | 29    | 1,12  |
| Paris Saint-Germain   | 2014-15             | 8     | 12    | 1,50  | 7      | 4      | 0,57   | 15    | 16    | 1,07  |
| Total PSG             | Total PSG           | 24    | 37    | 4,14  | 17     | 8      | 3,33   | 41    | 45    | 1,10  |
| Kadetten Schaffhausen | 2014-15             | 14    | 83    | 5,93  | -      | -      | -      | 14    | 83    | 5,93  |
| Kadetten Schaffhausen | 2015-16             | 34    | 194   | 5,71  | 10     | 64     | 6,40   | 44    | 258   | 5,86  |
| Kadetten Schaffhausen | 2016-17             | 34    | 215   | 6,33  | 14     | 84     | 6,00   | 48    | 299   | 6,23  |
| Kadetten Schaffhausen | 2017-18             | 7     | 41    | 5,86  | 8      | 44     | 5,50   | 15    | 85    | 5,67  |
| Total Kadetten        | Total Kadetten      | 89    | 533   | 5,99  | 32     | 192    | 6,00   | 121   | 725   | 5,99  |
| Total en su carrera   | Total en su carrera | 207   | 946   | 4,57  | 97     | 376    | 3,88   | 304   | 1322  | 4,35  |

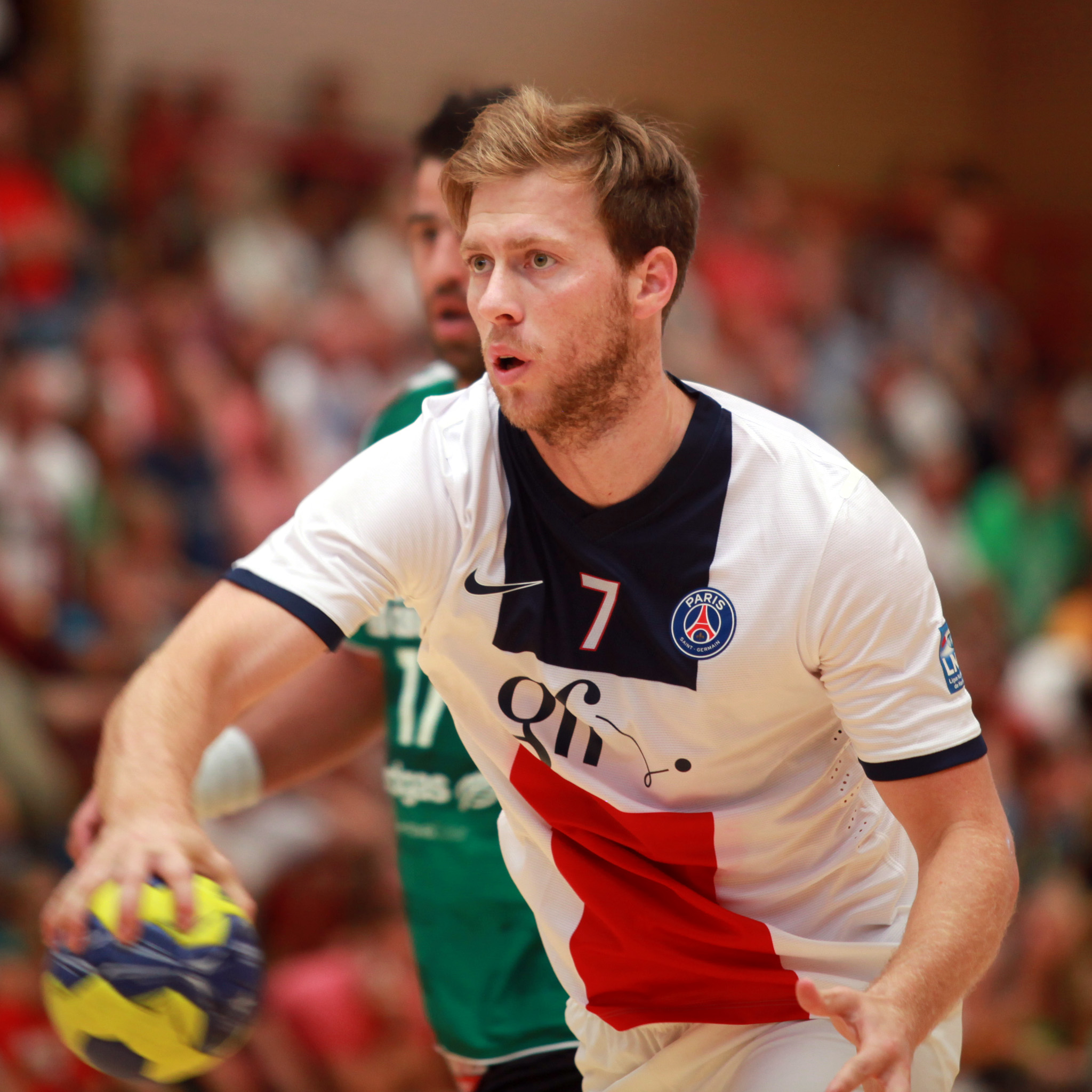
Gábor Császár ejecutando un 7 metros con el PSG durante la Copa Sparkassen en agosto de 2013.

Actualizado a 19 de noviembre de 2017.

### Selección nacional
| Torneo              | Partidos | Ataque | Ataque | Ataque      | Ataque | Posición |
| Torneo              | Partidos | Goles  | Tiros  | Efectividad | Media  | Posición |
| ------------------- | -------- | ------ | ------ | ----------- | ------ | -------- |
| Europeo 2004        | 4        | 9      | 15     | 60%         | 2,25   | 9.º      |
| JJOO 2004           | 7        | 1      | 4      | 25%         | 0,14   | 4.º      |
| Europeo 2006        | 3        | 0      | 7      | 0%          | 0,00   | 13.º     |
| Mundial 2007        | 8        | 31     | 56     | 55%         | 3,88   | 9.º      |
| Europeo 2008        | 6        | 13     | 28     | 46%         | 2,17   | 8.º      |
| Mundial 2009        | 9        | 38     | 65     | 58%         | 4,22   | 6.º      |
| Europeo 2010        | 3        | 6      | 10     | 60%         | 2,00   | 14.º     |
| Mundial 2011        | 9        | 30     | 56     | 53%         | 3,33   | 7.º      |
| Europeo 2012        | 6        | 43     | 68     | 63%         | 7,17   | 8.º      |
| Preolímpico 2012    | 2        | 12     | 23     | 52%         | 6,00   | 2.º      |
| JJOO 2012           | 8        | 38     | 67     | 57%         | 4,75   | 4.º      |
| Mundial 2013        | 6        | 29     | 46     | 63%         | 4,83   | 8.º      |
| Europeo 2014        | 6        | 26     | 49     | 53%         | 4,33   | 8.º      |
| Mundial 2017        | 7        | 38     | 55     | 69%         | 5,43   | 7.º      |
| Europeo 2018        | 3        | 3      | 6      | 50%         | 1,00   | 14.º     |
| Total en su carrera | 87       | 317    | 555    | 57%         | 3,64   |          |

Actualizado a 18 de enero de 2018.

### Selección nacional junior
| Torneo              | Partidos | Ataque | Ataque | Ataque      | Ataque | Posición          |
| Torneo              | Partidos | Goles  | Tiros  | Efectividad | Media  | Posición          |
| ------------------- | -------- | ------ | ------ | ----------- | ------ | ----------------- |
| Mundial 2005        | 9        | 47     | 91     | 52%         | 5,22   | Medalla de bronce |
| Total en su carrera | 9        | 47     | 91     | 52%         | 5,22   |                   |

Actualizado a 27 de enero de 2017.

## Palmarés

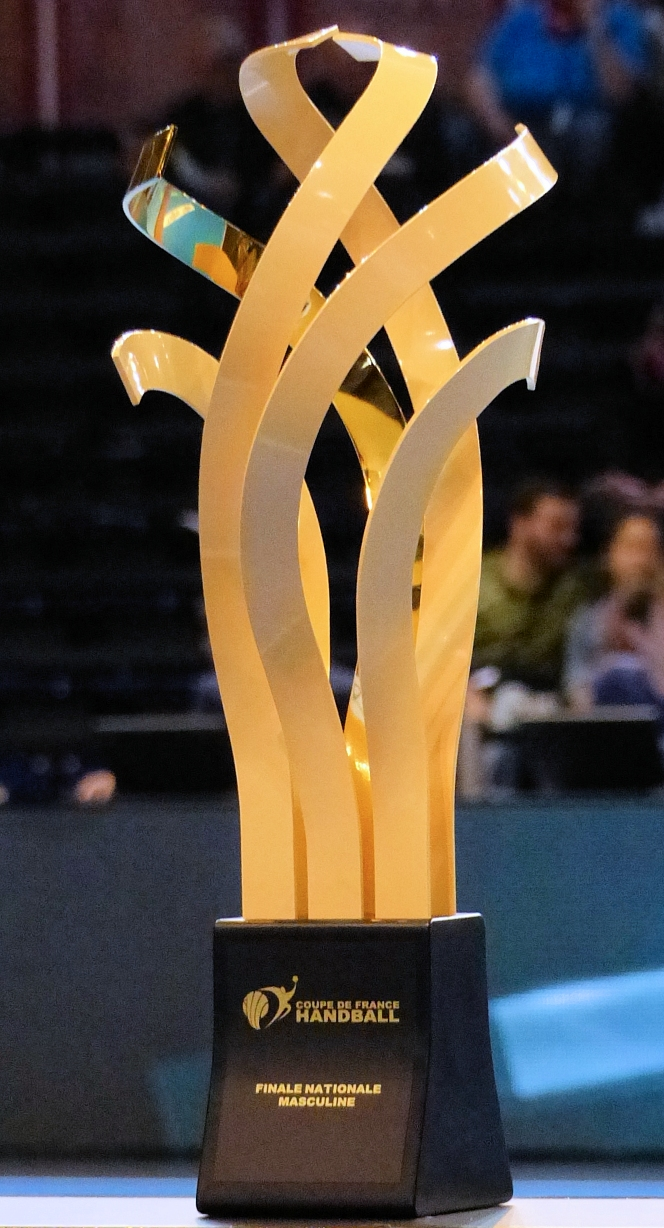
La Copa de Francia de 2014, primer trofeo que conquistó Gábor Császár con el Paris Saint-Germain.

### Veszprém KC
- Liga de Hungría (3): 2011, 2012 y 2013
- Copa de Hungría (3): 2011, 2012 y 2013

### Paris Saint-Germain
- Copa de Francia (1): 2014
- Trofeo de Campeones (1): 2014

### Kadetten Schauffasen
- Liga de Suiza (4): 2015, 2016 y 2017, 2019
- Copa de Suiza de balonmano (2): 2016, 2021
- Supercopa de Suiza (3): 2015, 2016 y 2017

### Selección nacional

#### Campeonato del Mundo Junior
- Medalla de Bronce en el Campeonato Mundial de Balonmano Masculino Junior de 2005.

### Consideraciones individuales
- Jugador del Año de Hungría (1): 2012[4]
- Cruz de Oro a la Orden de Mérito de la República de Hungría: 2012
- Máximo Goleador del Trofeo de Campeones (1): 2014[31]
- Incluido en el Siete Ideal de la Liga de Campeones (1): Jornada 8 (2015-16)[43]
- Mejor Jugador de la Liga Suiza (2): 2016[6] y 2017
- Máximo Goleador de la Liga Suiza (1): 2017